# ヴィル＝ダヴレー
ヴィル＝ダヴレー （Ville-d'Avray）は、フランス、イル＝ド＝フランス地域圏、オー＝ド＝セーヌ県のコミューン。

## 交通
- 鉄道 - トランジリアンL線、セーヴル-ヴィル＝ダヴレー駅

## 概要

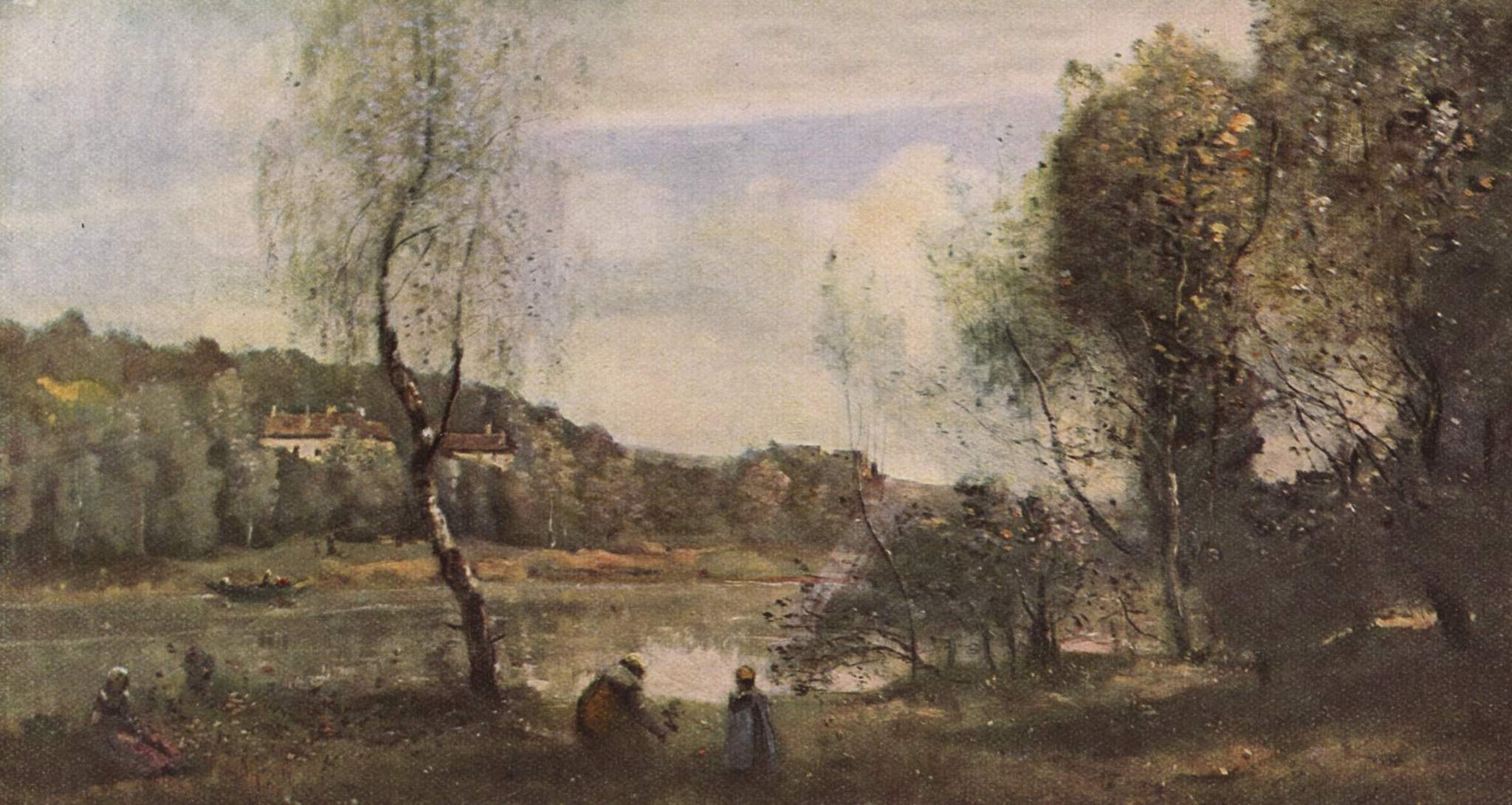
ヴィル＝ダヴレーの池、コロー画

かつてヴィル＝ダヴレーには、パリ地域で最も水質が良いとされる王の泉があった。ルイ16世は特別な時に水を利用した。
1815年、ナポレオン戦争の百日天下での終盤、第七次対仏大同盟のプロイセン軍に対して大陸軍最後の勝利を収めたロックアンクールの戦い (fr, 現イヴリーヌ県) では、エグゼルマン将軍 (fr) とピレ将軍 (fr) らがこの地で戦った。
普仏戦争中の1870年9月30日、プロイセン軍によるパリ包囲戦のさなか、郵便物を運ぶ名称不詳の郵便気球がイタリー大通りに姿を現した。ヴィル＝ダヴレーの前線で気球はプロイセン軍に撃ち落された。
画家ジャン＝バティスト・カミーユ・コローはヴィル＝ダヴレーにたびたび滞在し、風景画を描いた。彼が描いたまちの池は、現在コローの池（Étangs de Corot）と呼ばれている。
1903年に開始された第1回ツール・ド・フランスのゴール地点である。

## 人口統計
| 1962年 | 1968年 | 1975年 | 1982年 | 1990年 | 1999年 | 2006年 |
| ------ | ------ | ------ | ------ | ------ | ------ | ------ |
| 6690   | 8065   | 9257   | 8313   | 8118   | 11393  | 11255  |

参照元:1968年以降Insee · 

## 関係者
出身者
- ボリス・ヴィアン - 作家
- アルテュール・ド・ゴビノー - 小説家

居住その他ゆかりある人物
- ジャン＝バティスト・カミーユ・コロー - 画家、バルビゾン派
- マリー・デュボア（フランス語版） - 女優。2014年ピレネー地方ポー近郊レスカー (fr) で死去。ヴィル＝ダヴレー墓地に埋葬。l'École de la rue Blanche (ENSATT) 出身
- イザベル・ユペール - 女優。マリー・デュボア同様 l'École de la rue Blanche (ENSATT) 出身